# El Opio
El Opio fue una banda peruana de rock psicodélico de la década de 1970, caracterizada por haber añadido a su estilo ritmos latinos y folclóricos del Perú. Entre sus temas más conocidos se encuentran: "Recordándote", "Piratas en el Titicaca", "Juntos", "Una Bruja en el Cuzco", entre otros.

## Historia
Este reconocido grupo limeño se formó en 1972. Estaba integrado por Luis Bonilla (batería y voz), Augusto Bravo (primera guitarra), Manuel Verástegui (segunda guitarra y voz) y Beto Pineda (bajo). Algunos de estos músicos habían formado parte de un grupo de Surquillo llamado Nueva Generación.
El nombre del grupo surgió cuando uno de sus integrantes vio a un chino fumando opio en una tienda, les propuso la idea a los demás músicos que al instante aceptaron. 
El grupo grabó varios 45 r. p. m. para el sello Odeón. Tuvieron muy buenas presentaciones, pero la que más recuerdan se realizó en Trujillo donde tocaron junto al grupo de esa ciudad Las Águilas.
El tema preferido en los conciertos de El Opio era "Una bruja en el Cusco", una composición de Augusto Bravo y Manuel Verastegui.
El estilo de esta banda pasaba de la psicodelia, al rock latino y a la fusión; además El Opio es uno de los creadores del rock–huayno, como en "Piratas en el Titicaca", donde en la introducción de la canción había un conjunto de saxo tocando un típico huayno huancaíno.
La canción "Una bruja en el Cusco" apareció en marzo de 1972 y fue, sin duda, lo más conocido del grupo . Aunque hubo temas que nunca fueron grabados, como uno que duraba una hora y se llamaba "Hashis", y que fue pirateado por un grupo ecuatoriano siete meses después de haber sido estrenado en un concierto en el norte del Perú.
En el Diario La Crónica, del 31 de mayo de 1974, apareció una nota sobre El Opio, en la que se anunciaba que el grupo tomaría otros rumbos. Finalmente la banda se desintegraría en 1975 dejando claro que sin duda es un buen representante del rock peruano cuando este brilló junto con muchas otras bandas en medio de todo el conflicto militar y social que atravesaba el Perú en los años 70s.

## Discografía
Sencillos :
- "Una Bruja en el Cuzco" / "Recordándote" (Odeón, 1972)
- "Piratas en el Titicaca" / "Juntos" (Odeón, 1972)
- "Prueba A" / "Ella" (Odeón, 1973)
- "Pusher" / "Déjame solo" (Odeón, 1973)
- "Kashanga" / "Solo Tú" (Odeón, 1974)